# Sadeque Hossain Khoka
Sadeque Hossain Khoka (Daca, 12 de maio de 1952) é um psicólogo e político de Bangladesh, ex-ministro do país e atual prefeito de Daca, a capital. Ele é membro do Partido Nacionalista de Bangladesh. 
Sadeque Khoka nasceu em uma família muçulmana. Seu pai era um engenheiro e um assistente social. Formou-se em psicologia na Universidade de Daca e completou seu mestrado na área na mesma universidade. Em 1971, aos 19 anos, Khoka lutou na Guerra de Libertação de Bangladesh. Após a independência, foi escolhido para o cargo de secretário-geral da Secretaria de Futebol de Daca, e logo após, Secretário Adjunto da Federação de Futebol de Bangladesh. Khoka trabalhou também no clube de futebol União Brothers. 
Em 1991, Khoka foi eleito pela primeira vez ao Sangshad Jatiyo (legislador nacional). No mesmo ano, foi nomeado Ministro de Estado da Juventude e Desporto. Também elegeu-se nas eleições de 1996 e 2001. Em 2001, assumiu cargo de Ministro da Pesca e Pecuária do país. Tomou posse como presidente da Câmara de Daca, em 25 de abril de 2002. Ele serviu como Ministro e Presidente da Câmara até 2004, quando renunciou ao ministério. Está atualmente exercendo o cargo de prefeito de Daca.